# Jan Philip Korthals Altes

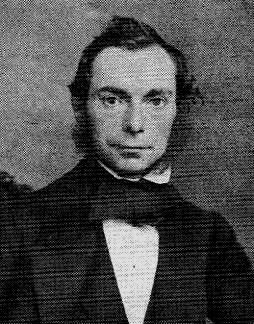
Jan Philip Korthals Altes (1827-1904)

Jan Philip Korthals Altes (Amsterdam, 22 september 1827 - aldaar, 16 november 1904) was gemeenteraadslid in Amsterdam.  en directeur van de N.V. Maatschappij tot Exploitatie van Graansilo’s en Pakhuizen.
Hij was de zoon van Johann Philipp Altes en Antonia Korthals. Korthals Altes trouwde met Maria ter Haar en hertrouwde
in 1901 haar tweelingzuster Metta.  Korthals Altes woonde woonde op Damrak 47 in Amsterdam, 's zomers bewoonde hij villa Casa Cara aan de Stationsweg in Baarn. 
Hij was lid van het geslacht Altes en verkreeg bij KB van 7 maart 1861 naamswijziging tot Korthals Altes.
Naast gemeenteraadslid in Amsterdam was hij lid van de Staatscommissie die de Minister van Oorlog adviseerde over de behoefte aan graan en meel. In 1896 gaf hij opdracht tot de bouw van de Stenen Silo in Amsterdam aan het Afgesloten IJ. Dit bakstenen gevaarte op de Silodam werd in 1897 gebouwd naar ontwerp van de architecten J.F. Klinkhamer en A.L. van Gendt. In totaal kon er 17 miljoen kilo graan worden opgeslagen. 
Na de verdringing van de zeilvaart door de stoomvaart en het gebruik van steeds grotere schepen was de Amsterdamse haven steeds slechter bereikbaar. Een goede verbinding met het achterland, in het bijzonder het Duitse Rijnland, was dringend nodig. Toen het Merwedekanaal bijna klaar was, richtte Korthals Altes met K. Bunge en H. Voûte in 1885 de Amsterdamsche Rijnbeurtvaart op. Hij nam in 1898 ontslag als directeur van deze maatschappij en werd toen haar commissaris.
Als voorstander van de uitbreiding van Amsterdam naar de westzijde betreurde hij zeer dat het plan van dr.ir. C. Lely voor een open haven tot bij Halfweg werd tegengewerkt. Ook de drinkwatervoorziening van Amsterdam had zijn belangstelling, maar hij verzette zich tegen een
Rijnwaterleiding.